# PKP-Baureihe EU07
Die Lokomotiven der Baureihe EU07 der Polnischen Staatsbahnen (PKP) sind Elektrolokomotiven für die Beförderung von Personenzügen und Schnellzügen. Ein Teil der Baureihe wurde zur Baureihe EP07 umgebaut.

## Baureihe EU07

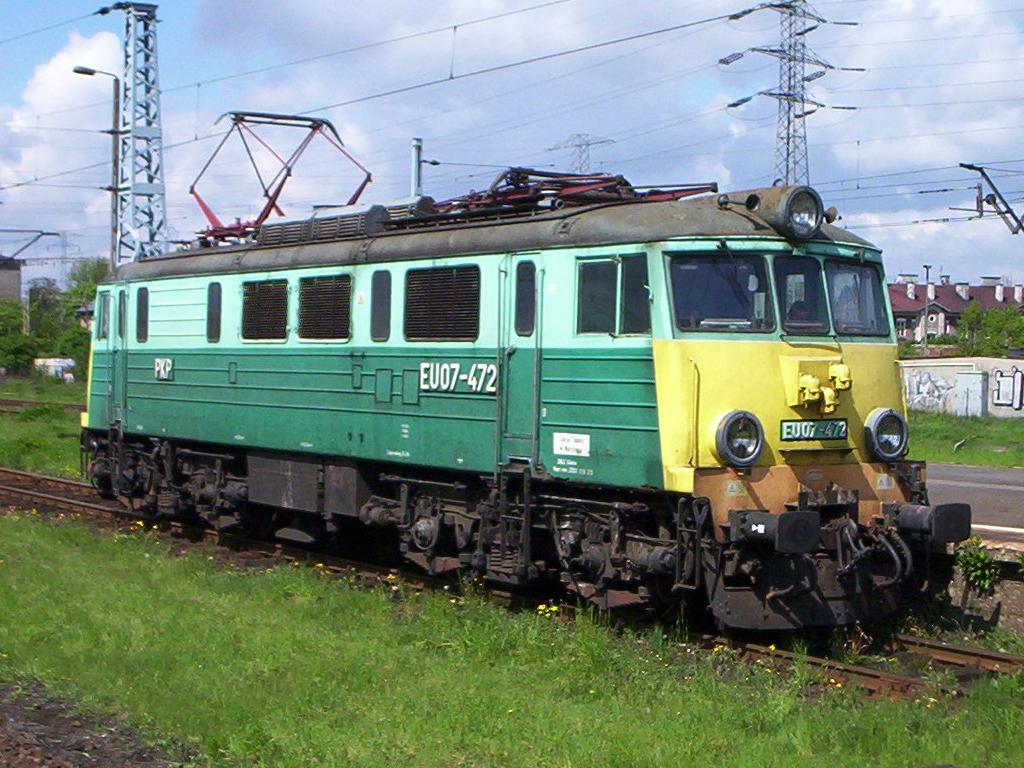
EU07 in Warschau

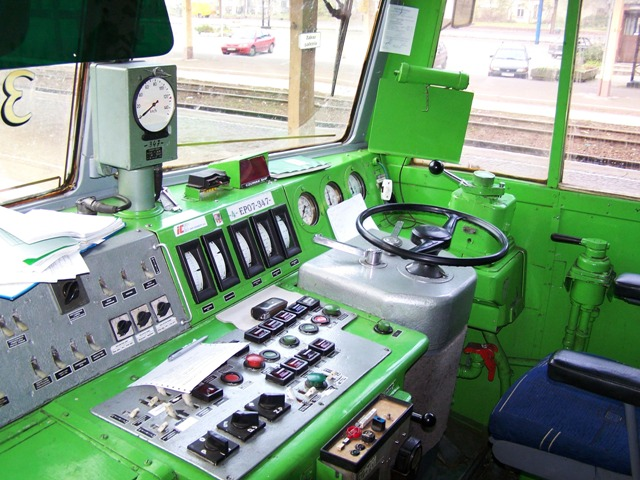
Führerstand

Die ab 1961 von English Electric gelieferte Baureihe EU06 wurde ab 1965 von Pafawag in Wrocław in Lizenz nachgebaut. Es wurden lediglich kleine Veränderungen vorgenommen (geringfügig vergrößerte Breite). Die Lizenzbauten erhielten die Typenbezeichnung 4E und wurden als Baureihe EU07 an die PKP ausgeliefert. Bis 1974 wurden 240 Lokomotiven gebaut.
Von der Baureihe EU07 wurde 1972 durch Änderung des Getriebes die Baureihe EP08 für eine Höchstgeschwindigkeit von 140 km/h (statt 125 km/h bei der EU07) abgeleitet. Die erstgebauten EP08 (EP08-002 bis EP08-005) wurden 1976 und 1977 in die EU07-241 bis EU07-244 umgebaut.
1977 wurde auf Basis der EU07 die Doppellokomotive ET41 (Typ 203E) für den Einsatz im Güterverkehr konstruiert. Jede ET41 besteht aus zwei kurzgekuppelten Lokomotiven ähnlich der EU07, aber mit nur einem Führerstand. Der Bau der Baureihe ET41 endete 1983.
1983 wurde der Bau der Baureihe EU07 fortgesetzt, jetzt aber bei Cegielski in Poznań, wo schon die ET41 gebaut worden waren. Hierbei wurden einige Änderungen vorgenommen (verstärkter, um 0,32 m verlängerter Lokkasten mit gesickten Seitenwände, für den Einbau einer automatischen Kupplung vorbereitet, um 3,4 t erhöhte Masse). Diese Variante erhielt die Typenbezeichnung 303E, wurde aber ebenfalls als EU07 bei den PKP eingereiht. Bis 1992 wurden 242 Lokomotiven des Typs 303E gebaut. Drei weitere entstanden 1990 bis 1994 aus einzelnen Hälften von Lokomotiven der Baureihe ET41.
Ab 1995 wurden 97 EU07 in EP07 umgebaut (siehe unten). Die Ausmusterung der Baureihe EU07 hat bereits begonnen, 2004 waren noch 313 EU07 im Betriebsbestand. Sie sind in fast allen Bahnbetriebswerken der PKP beheimatet und sind praktisch im gesamten elektrifizierten Streckennetz mit Schnell- und Personenzügen im Einsatz. EU07-125 wurde an die private Bahngesellschaft PTKiGK verkauft und ist dort als 4E-004 im Einsatz.

## Baureihe EP07

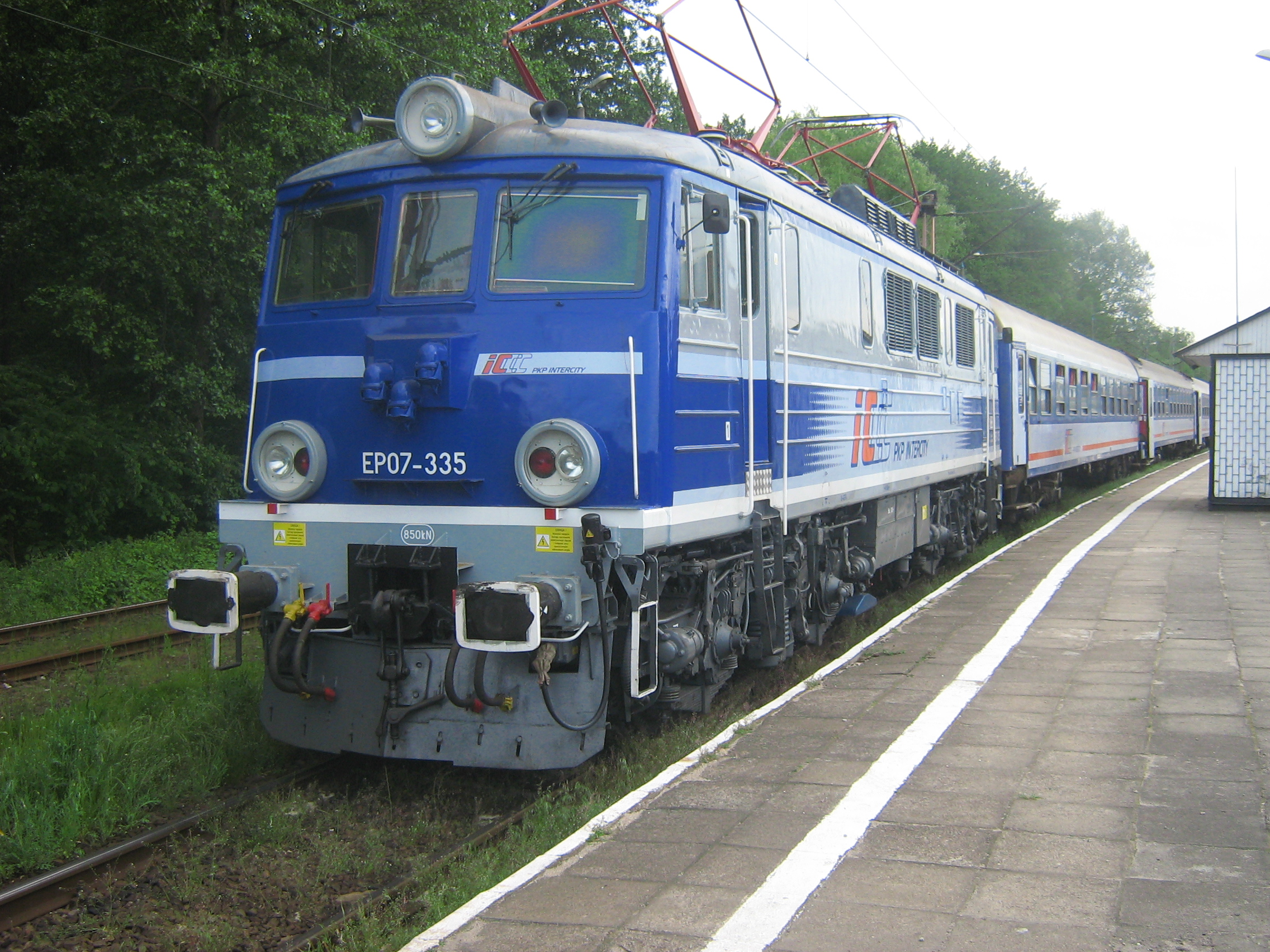
EP07 im Design von PKP Intercity in Swinemünde

Von 1995 bis 2003 wurden 97 EU07 besser an die Bedürfnisse des Schnellzugverkehrs angepasst, da die Motoren bei höheren Geschwindigkeiten störanfällig waren. Hierzu wurde das Getriebe von einem Übersetzungsverhältnis von 79 : 18 auf ein solches von 76 : 21 umgebaut. Zwei Lokomotiven erhielten außerdem neue Motoren der Bauart LKb535. Überwiegend wurden für den Umbau Lokomotiven der zweiten Serie verwendet, nur 15 EU07 des Typs 4E wurden umgebaut.
Die umgebauten EU07 erhielten entsprechend dem Baureihenschema der PKP aufgrund ihrer Anpassung für den Personenverkehr die Baureihenbezeichnung EP07. Die Ordnungsnummern blieben unverändert. Die EP07 werden ebenso wie die EU07 landesweit eingesetzt.